# Slotje Limburg

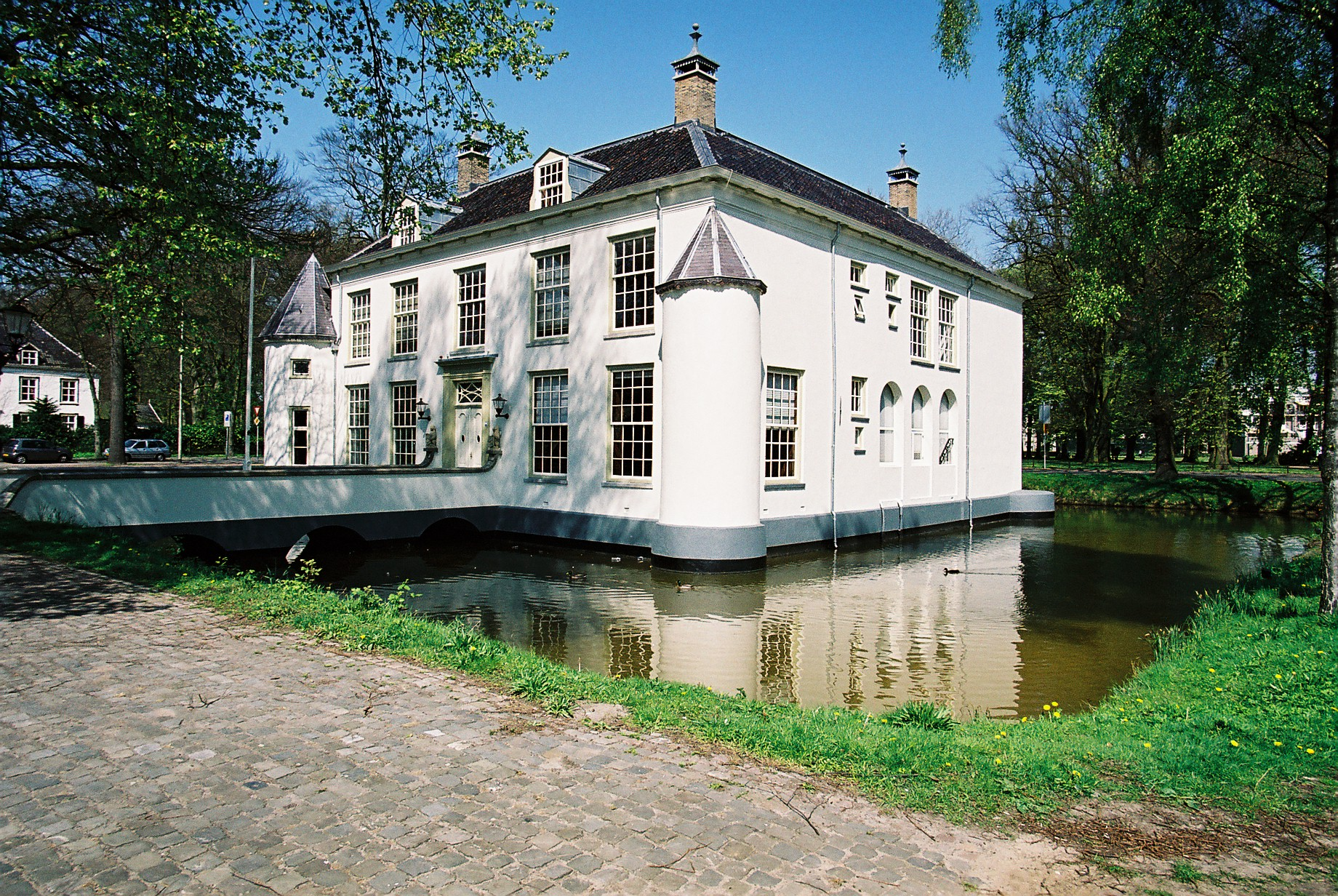
Slotje Limburg

Slotje Limburg of Huis Limburg is een slotje aan de Slotlaan in Oosterhout in de Nederlandse provincie Noord-Brabant. Het kasteel is een van de zeven slotjes van Oosterhout, waarvan er nog vijf resteren. Tegenover het kasteel staat aan de westkant Slotje Beveren en aan de noordzijde ligt het Slotpark. Verder naar het oosten staat Slotje Brakestein.

## Geschiedenis
Dit slotje was van oorsprong een omgrachte hoeve die in 1454 tot slotje werd uitgebouwd door Peter de Hertog. Het is vernoemd naar het stadje Limburg, hoofdstad van het Hertogdom Limburg, alwaar Peter de Hertog rentmeester was. Ook was hij schepen van Oosterhout. Na Peters dood in 1463 kwam het achtereenvolgens aan de geslachten Gijsels van Lier, Van Alkemade, Van Duivenvoorde, Coenen Zegenwerp, Oirtsen, Van der Hoeven, Van Loon, Heyliger en Brouwer.
Van 1875-1879 werd het slotje bewoond door de Zusters van het Magdalenenconvent, die gevlucht waren uit het toen Pruisische Czarnowąsy (Opper-Silezië) ten gevolge van de Kulturkampf. Hierna kwamen de Franse Redemptoristen, die toen uit Frankrijk waren verdreven vanwege de Seculariseringspolitiek. Vervolgens werd het slotje weer particulier bezit. Van 1902-1910 woonde er een Franse baron, ene R. de Denesvres de Domecy. Daarna woonde er mevrouw Brouwer Ancher, een telg uit het geslacht Van Oldenzeel tot Oldenzeel. Deze verkocht het slotje aan de gemeente Oosterhout.
Na een verbouwing fungeerde het van 1940-1980 als gemeentehuis. Vervolgens kwam er een architectenbureau in het slotje. Vanaf 24 november 2012 wordt het gebouw gebruikt als hoofdkantoor van de firma De Haan Minerale Oliën

## Gebouw
Het oudste deel van het Slotje Limburg ligt aan de Ridderstraat. Later kwamen er vleugels in westelijke en zuidelijke richting, die om een binnenplaats waren gelegen. In 1940 werd ook de binnenplaats onder een kap gebracht. Hoewel het gebouw veel van zijn oorspronkelijke karakter heeft verloren heeft het met zijn torentjes en omgrachting nog steeds een kasteelachtig karakter.

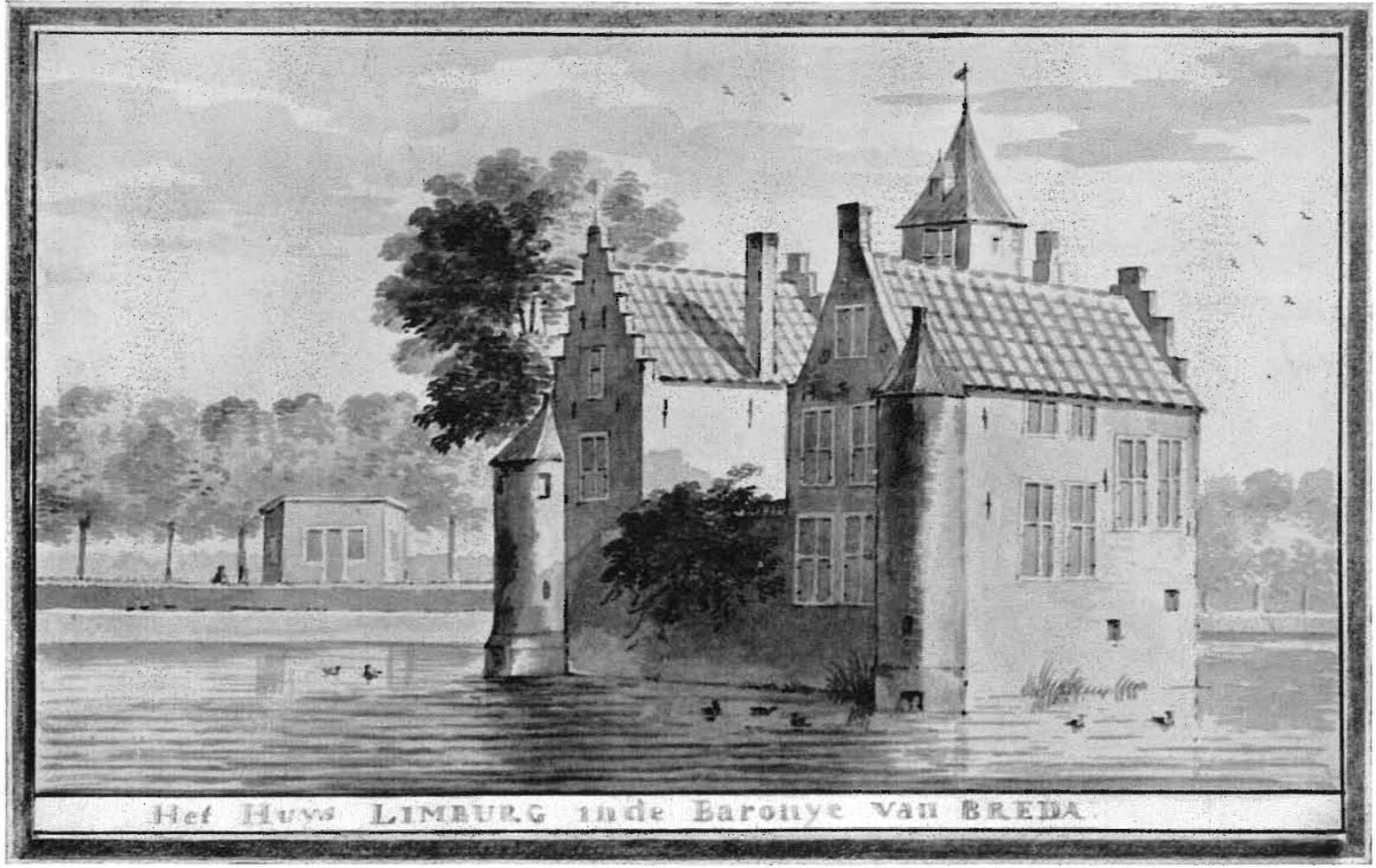
Slotje Limburg in 1729
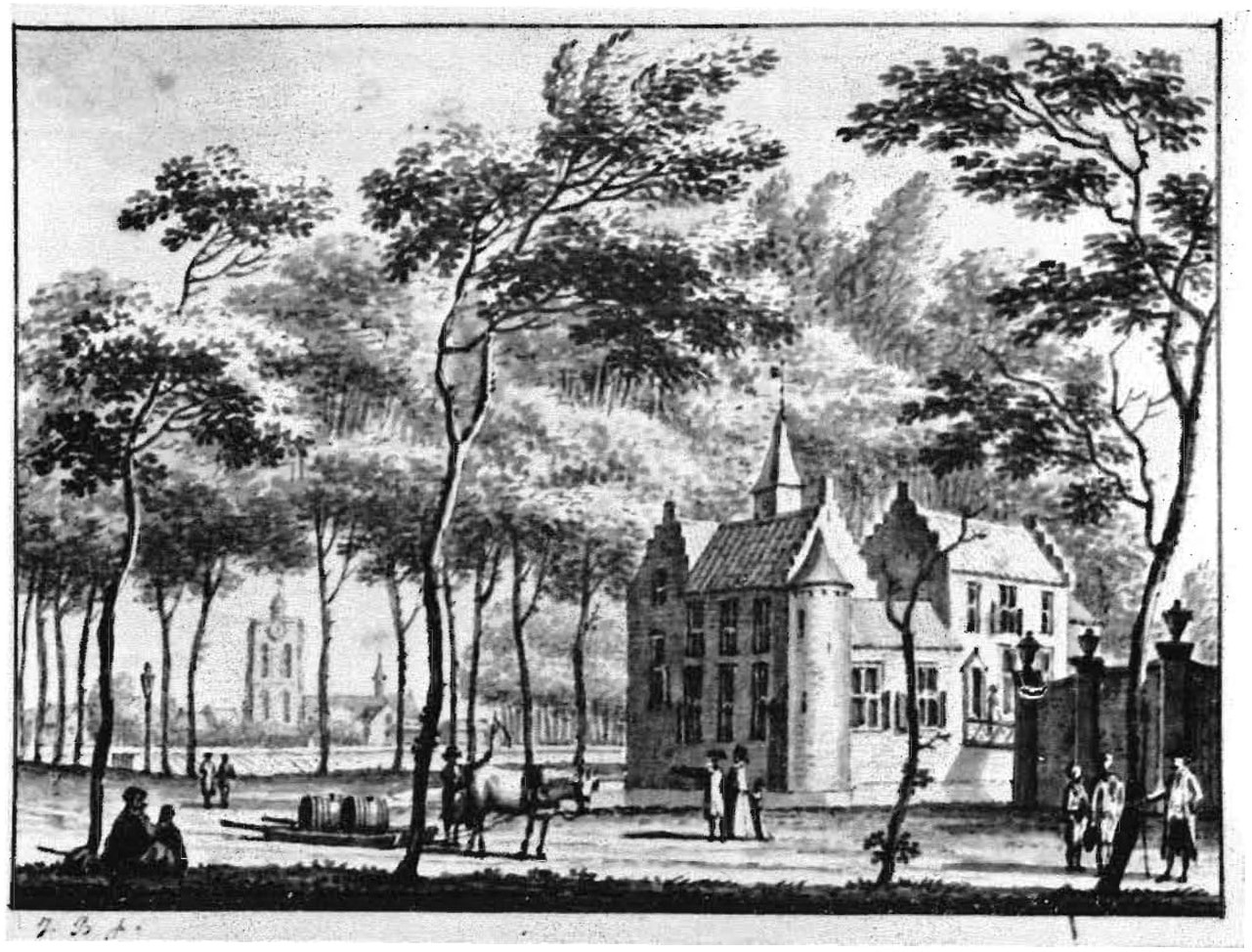
Slotje Limburg in 1780